# Stephanie Kurtzuba
Stephanie Kurtzuba (nacida el 20 de marzo de 1972) es una actriz de cine, televisión y teatro estadounidense. Es conocida por sus papeles en las películas El lobo de Wall Street (2013), Annie (2014) y El irlandés (2019), y en televisión en un papel recurrente en The Good Wife.

## Biografía
Kurtzuba nació y creció en Omaha (Nebraska) donde se graduó de Omaha Central High School. Al crecer actuó en producciones teatrales locales con su primer papel a la edad de 10 años como una carterista huérfana en el musical Oliver!, y ganó el concurso Miss Nebraska Pre-Teen. Asistió brevemente a la Universidad de Nebraska-Lincoln donde estudió periodismo, antes de ser aceptada en la Escuela de Artes Tisch de la Universidad de Nueva York donde obtuvo un título en actuación.

## Carrera

### Teatro
Después de graduarse pasó un tiempo actuando en producciones experimentales en Off-Off-Broadway antes de ingresar al teatro comercial. Su primer espectáculo de Broadway fue como parte de un trío de apoyo a Hugh Jackman en The Boy From Oz en 2003. Como miembro del elenco original de Broadway de Mary Poppins en 2006 y Billy Elliot the Musical en 2008 actuó en los premios Tony de 2007 y 2009. Sus créditos fuera de Broadway incluyen la reposición en 2018 de Our Lady of 121st St. de Stephen Adly Guirgis dirigida por Phylicia Rashad.

### Películas
Kurtzuba interpretó a la Sra. Kovacevic, una empleada de servicios sociales con acento ruso, en la adaptación cinematográfica de 2014 de Annie. Su actuación fue elogiada en Los Angeles Times y Variety. En El lobo de Wall Street dirigida por Martin Scorsese interpretó a Kimmie Belzer, una madre soltera contratada por Jordan Belfort (Leonardo DiCaprio) y la única corredora de bolsa de la empresa. En la película de Netflix El irlandés protagonizada por Al Pacino y Robert De Niro interpreta a Irene, la esposa del personaje de De Niro. También apareció en Extremely Loud & Incredably Close y Away We Go junto a John Krasinski. 

### Televisión
Kurtzuba tuvo papeles recurrentes como Olivia en The Good Wife en CBS, como miembro de culto Sabrina en The Leftovers en HBO y en la miniserie Waco de Paramount Network. También apareció en Law & Order: SVU en NBC, Elementary en CBS y Bull en CBS.